# Щипавка городня
Щипавка городня (Forficula tomis) — вид щипавок з родини справжніх щипавок (Forficulidae).

## Поширення
Вид поширений від східної частини України і сходу Білорусі до озера Байкал на сході. Вид проникає на південь на Південний Кавказ і до півночі Казахстану. Історично також повідомлялося про знахідки на півночі Киргизстану і в горах Тянь-Шань. Однак ці повідомлення датуються першою половиною 20-го століття, і цей вид не був зареєстрований у Киргизстані в наш час. Поодинокі знахідки з Японії можуть бути пов'язані з плутаниною з Forficula paratomis. Старі знахідки також можуть бути наслідком неправильно зареєстрованих музейних зразків.

## Опис
Одна з найбільших щипавок Європи. Довжина тіла самців без кліщів 15-20 мм, довжина кліщів дуже мінлива. Довжина тіла самиць 16-22 мм плюс 5 мм довжини кліщів. Forficula tomis відносно темного кольору, черевце від чорного до темно-червонувато-коричневого кольору. Зазвичай на надкрилах темного кольору є великі жовті плями, але вони також можуть бути меншими або рідко зовсім відсутніми. Переднеспинка темна зі світлими боками. Ноги брудно-жовті. Голова від помаранчевого до червонувато-коричневого кольору. Коричневі вусики зазвичай складаються з 12 сегментів. У самців зазвичай відносно довгі кліщі, основа яких становить приблизно половину довжини. Між двома церками чітко видно пігідій. Він маленький і закруглений ззаду. На внутрішній стороні основ щипців розташовані зубці, основа зазвичай закінчується загостреним зубцем. Кліщі самиці малопомітні і схожі на кліщі інших видів Forficula.

## Спосіб життя
Активна вночі. Вдень переховується під камінням, корою та в інших укриттях. Харчується рештками рослин і тварин, зрідка пошкоджує сільськогосподарські культури.